# گوردون (اوهایو)
گوردون (به انگلیسی: Gordon) یک روستا در ایالات متحده آمریکا است که در شهرستان دارک، اوهایو واقع شده‌است. گوردون ۰٫۴۴ کیلومتر مربع مساحت و ۲۱۲ نفر جمعیت دارد و ۳۱۸ متر بالاتر از سطح دریا واقع شده‌است.